# Rei Ayanami
Rei Ayanami (jap. 綾波 レイ Ayanami Rei) to fikcyjna postać z japońskiej franczyzy Neon Genesis Evangelion stworzonej przez Gainax. Rei jest Pierwszym Dzieckiem i pilotem Jednostki 00. 
Na początku serii Rei jest zagadkową postacią, której niezwykłe zachowanie konfunduje jej rówieśników. Wraz z rozwojem serialu coraz bardziej angażuje się w kontakty z otaczającymi ją ludźmi, w szczególności z kolegą z klasy i innym pilotem Ewy, Shinjim Ikari. Rei zostaje kluczowym czynnikiem wydarzeń, które kończą fabułę. Jej rola w tej konkluzji nie jest w pełni wyjaśniona w serialu telewizyjnym, ale staje się jednym z katalizatorów fabuły Air/Magokoro o, kimi ni. 

## Koncepcja
Podobnie jak w wypadku wielu bohaterów Evangeliona, nazwisko Ayanami pochodzi od japońskiego II wojny światowej niszczyciela typu Fubuki, „Ayanami”.  Jej imię pochodzi zaś od Rei Hino z anime i mangi Sailor Moon. Podjęto tę decyzję, próbując przekonać jednego z reżyserów serii, Kunihiko Ikuharę, do pracy nad Evangelionem; jednak ten wysiłek nie powiódł się.
Hideaki Anno poinstruował Yoshiyuki Sadamoto o projekcie postaci Rei: „Musi zostać przedstawiona jako gorzko nieszczęśliwa młoda dziewczyna z niewielkim wyczuciem obecności“. Jedną z inspiracji Sadamoto podczas projektowania Rei była piosenka zespołu muzycznego Kinniku Shōjo Tai „Hotai de Masshiro na Shojo“ (dosľ. „Dziewczyna biała od bandaży“). Ukina, postać z wcześniejszej pracy Sadamoto, Koto stała się modelem Rei. Anno wymagał postaci „z krótkimi włosami“, w dodatku Rei pierwotnie miała być brunetką o ciemnych oczach. Ponieważ trzeba jednak było odróżnić ją na pierwszy rzut oka od drugiej bohaterki, Asuki Langley Soryu, Sadamoto zaprojektował schemat koloru oczu i włosów, który byłby odwróceniem kolorystyki Asuki. Anno zasugerował również, aby kolor oczu Rei był czerwony, co, jak sądził, dałoby jej więcej osobowości, a także odróżniłoby jej projekt od innych postaci". Jej niebieskie włosy pochodzą od głównego postaci Aoki Uru. 
Wraz z rozwojem serialu Rei zaczyna budować relacje z innymi, odczuwać i pokazywać szczere emocje, nawet takie jak smutek i płacz.   
Nie podano konkretnych informacji na temat pochodzenia Rei. Ritsuko Akagi stwierdza, że Rei urodziła się w pewnym pokoju głęboko na niższych poziomach siedziby NERV. Księga Czerwonego Krzyża mówi, że Rei powstała z „odzyskanych szczątków“ Yui Ikari po absorpcji Yui przez jednostkę 01 w 2004 roku. Związek między Rei i Yui jest pokazany kilka razy podczas serii. Gendo przedstawia Rei pracownikom Nerv w 2010 roku jako „dziecko znajomych“, którym tymczasowo się opiekuje. W odcinku 21, Naoko Akagi mówi, że Rei fizycznie przypomina Yui. Model postaci wykorzystany w scenach z 2010 roku opiera się na materiałach, w których jej wiek wynosi zaledwie 4 lata W filmach sama Rei sugeruje znajomość odradzającej się Lilith i łączy się z istotą, sugerując, że ma genetyczne tło pasujące do Anioła. 

## W mediach

### Neon Genesis Evangelion
Rei pojawia się w Neon Genesis Evangelion jako jedna z głównych bohaterek i pilot jednostki Evangelion-00. Rei po raz pierwszy występuje w pierwszym odcinku anime, poraniona i zabandażowana po nieudanym teście aktywacji z jej Evangelionem. Po tym, jak odzyskuje zdrowie po urazach, pomaga Shinjiemu w pokonaniu Aniołów, a ich pierwsze wspólne poważne zwycięstwo jest przeciwko Ramielowi. Kolejne ważne spotkanie Rei z Aniołem ma miejsce podczas ataku Mataraela na Tokio-3, gdzie dziewczyna współpracuje z Shinjim i Asuką, by go pokonać. Następnie cała trójka walczy z Sahaquielem. Rei pojawia się później w trakcie tworzenia dummy plugów dla Evangelionów. Następnie trójka pilotów walczy z Lelielem. Rei i Asuka próbują pokonać Anioła Zeruela, ale zostają pokonane. Rei zdaje się być zabita, kiedy ratuje Shinjiego podczas walki z Armisaelem pod koniec serialu, ale powraca w tajemniczych okolicznościach; jednak okazuje się, że wskrzeszona Rei jest w rzeczywistości trzecią inkarnacją Rei (pierwsza została zabita jako dziecko przez Naoko Akagi w 2010, a druga zmarła we wcześniej wspomnianym incydencie). 

### Air/Magokoro o, kimi ni
W Air/Magokoro o, kimi ni trzecia Rei działa jako główny katalizator Trzeciego Uderzenia, inicjowanego po tym, jak połączyła się z Lilith. Podczas uderzenia świecąca postać Rei jest pokazywana przez kilka kadrów, kiedy spogląda na Misato i Ritsuko tuż przed ich śmiercią. Te spektralne obrazy pojawiają się także nad ciałami zabitych pracowników Nerv. 

### Rebuild of Evangelion
Rei powraca jako główna postać w Rebuild of Evangelion i po raz pierwszy pojawia się w Evangelion: 1.0 You Are (Not) Alone. Jej postać pozostaje taka sama jak w anime, działa jako pilot jednostki Evangelion-00 i pomaga Shinjiemu pokonać Ramiela. W Evangelion: 2.0 You Can (Not) Advance rozwija swoją postać, a jej związek z Shinjim jest rozwinięty w stosunku do oryginalnej serii. Próbuje zorganizować przyjęcie dla innych pilotów i okazuje się, że bardzo ciężko pracuje, przygotowując jedzenie. Podczas kulminacji filmu zostaje pożarta wraz z Jednostką-00 przez Zeruela. Kiedy Jednostka-01 wpada w berserk, Shinji jest pokazany, zmuszając się do wejścia do anioła, wyciągając ją, a oboje obejmują się nawzajem. Pod koniec filmu oboje są uwięzieni w jednostce 01, ponieważ ten akt wyzwala Trzecie Uderzenie. W Evangelion: 3.0: You Can (Not) Redo okazuje się, że gdyby Shinji urodził się dziewczynką, miałby na imię Rei, w dodatku Ayanami było panieńskim nazwiskiem jego matki, Yui Ikari. Ponadto ujawnione jest, że Rei jest klonem matki Shinjiego, która zaginęła podczas pracy nad Evangelionami, kiedy została „wchłonięta“ w jądro Jednostki 01. Rei, którą Shinji próbował uratować pod koniec Evangelion 2.0, również została wchłonięta przez Jednostkę 01, a Rei, który pojawia się w czarnym kostiumie w trzecim filmie, jest nowym klonem.

## Recepcja
Frenchy Lunning opisał Rei jako animę Shinjiego. Sukces Rei Ayanami jako postaci, według Hirokiego Azumy, stał się katalizatorem w przemyśle anime na odejście od opowiadania historii, na rzecz przedstawiania postaci z cechami moe. Gdy Rei stała się bardziej rozpoznawalną postacią wśród fanów, „zmieniła zasady“ regulujące to, co ludzie uważali za inspirujące. Przemysł anime stworzył wiele postaci, które dzielą z nią takie cechy jak bladą skórę, krótkie, często niebieskie włosy i „cichą osobowość“. Rei zajęła 10 miejsce w rankingu "25 najlepszych postaci anime wszech czasów" IGN. Chris Mackenzie skomentował to, zauważając, że Rei jest jedną z najbardziej wpływowych postaci w anime, ale dodał, że różniła się od podobnych postaci, ponieważ „jest tajemnicą, której nigdy nie poznamy“. Zajęła to samo miejsce w 10 edycji „Iconic Anime Heroines“ Mania Entertainment  stworzonym przez Thomasa Zotha, który skomentował dużą liczbę merchandisingu związanego z nią i że zaczęła „boom moe w anime“. Podczas przeglądu filmów Rebuild of Evangelion dziennikarze z Anime News Network skomentowali również Rei; przy pierwszym filmie Carlo Santos skrytykował to, że osobowość Rei jest taka sama jak w serialu telewizyjnym, podczas gdy Justin Sevakis pochwalił reakcję Rei na dobroć Shinjiego. 
Projekty trzech postaci żeńskich stworzone przez Sadamoto prowadzą do wyjątkowo wysokiej sprzedaży towarów. Figurki zabandażowanej Rei „były najbardziej popularne, bijące w sprzedaży wszystko inne“. Ze względu na popularność napędzającą sprzedaż merchandisingu, Rei została przez media nazwana „Premium Girl“. Artykuł wydany 1 września 2007 r. w gazecie Nihon Keizai Shimbun z okazji Evangelion 1.0 stwierdził, że w Japonii było ponad milion oddanych fanów Rei. W sondażu Newtype z marca 2010 r. Rei została wybrana najbardziej popularną kobiecą postacią z anime z lat dziewięćdziesiątych. Dwudzieste Grand Prix Animage oceniło Rei jako piątą najlepszą kobiecą postać roku.